# Distenia rufobrunnea
Distenia rufobrunnea är en skalbaggsart som beskrevs av Holzschuh 1995. Distenia rufobrunnea ingår i släktet Distenia och familjen långhorningar. Inga underarter finns listade i Catalogue of Life.